# Peace Sells
«Peace Sells» es el nombre de una canción del grupo Megadeth del álbum Peace Sells... But Who's Buying?, escrita por Dave Mustaine. Es una de las canciones más populares del álbum, junto con «Wake Up Dead». VH1 calificó la canción con el puesto #11 en su lista de las 40 mejores canciones de metal de todos los tiempos. La canción también fue utilizada para la apertura del programa MTV News. La letra de la canción trata sobre la Guerra Fría, la política y el militarismo.

## Video musical
El vídeo musical muestra al grupo tocando mientras se dan a ver diferentes imágenes de manifestaciones, dioses, presidentes que aparecen en los dólares de Estados Unidos, violencia policial y cuando llega a 2:24 se puede ver a un adolescente con una camiseta de Slayer que está viendo el vídeo y llega su padre y dice "¿Qué es esto?, quiero ver las noticias" cuando cambia el canal, su hijo le responde "Estas son las noticias" y le vuelve a cambiar.
Después se aprecia en el vídeo el signo de la paz, pero este cambia rápidamente por signo de dólar y también se aprecian varias banderas de varios países (entre ellos Argentina, Brasil, Estados Unidos, Rusia, etc).